# Chris Carmichael
Pour les articles homonymes, voir Carmichael.
Chris Carmichael, né le 24 octobre 1961 à Miami, est un coureur cycliste et entraîneur américain. Il a notamment été l'entraîneur de Lance Armstrong.

## Biographie
Chris Carmichael est coureur au sein de l'équipe nationale des États-Unis de 1978 à 1984. Il participe avec elle au championnat du monde junior en 1978. Lors des Jeux olympiques de 1984, il est sélectionné en « réserve » et ne dispute pas de course,. Il devient professionnel l'année suivante, dans l'équipe 7 Eleven, qui est en 1986 la première équipe américaine à disputer le Tour de France. Carmichael est l'un des neuf coureurs de cette équipe. Il abandonne lors de la douzième étape.
Après sa carrière de coureur, Chris Carmichael devient entraîneur. Il est entraîneur sur route pour la fédération américaine de 1990 à 1997. À ce poste, il encadre au début des années 1990 plusieurs futurs champions du cyclisme américain, comme Lance Armstrong, George Hincapie, Bobby Julich. Il dirige Armstrong lors de sa victoire au championnat du monde de 1993 à Oslo. En 1997, il rejoint en tant qu’entraîneur l'Union Cycliste Internationale (UCI), l'organisme international qui gouverne le cyclisme dont le siège est à Lausanne, en Suisse.
Il aide Armstrong à revenir à la compétition en 1997 et 1998 et devient son entraîneur personnel, l'aidant ainsi à devenir le premier coureur à remporter sept Tours de France consécutifs. Armstrong se voit cependant retirer tous ses résultats d'août 1998 à la fin de sa carrière par l'Agence américaine antidopage en 2012.
Chris Carmichael a été introduit au Temple de la renommée du cyclisme américain en 2003.

## Controverses
En 2000, le cycliste Greg Strock, suivi en 2001 d'Erich Kaiter, Gerrik Latta et David Francis, accuse René Wenzel, conjointement à Chris Carmichael, USA Cycling et Angus Fraser de lui avoir administré des produits dopants sous forme de pilules et d'injection en 1990. Ils contenaient notamment, selon Strock, de la cortisone. À l'époque Carmichael est entraîneur des juniors au sein de la Fédération américaine de cyclisme. Le jugement a lieu en 2006. Wenzel nie les faits. Le procès se conclut par un accord à l'amiable entre USA Cycling, Carmichael et Strock.
En novembre 2013, Lance Armstrong est opposé dans un contentieux avec l'Acceptance Insurance Company (AIC), une compagnie d'assurance. AIC cherche à récupérer 3 millions de dollars qu'elle avait payé à Armstrong comme bonus pour avoir gagné le Tour de France de 1999 à 2001. Le litige s'est réglé par une transaction financière, dont le montant est inconnu, un jour avant la date prévue pour le témoignage oral d'Armstrong sous serment. Dans une déposition écrite sous serment pour le procès, Armstrong déclare avoir « dit à Chris Carmichael en 1995 qu'il utilise des produits dopants »,.

## Palmarès et résultats en tant que coureur

### Palmarès
- 1985
  - Gastown Grand Prix
  - 1re et 3e étapes du Vulcan Tour
- 1986
  - 3e étape de la Redlands Bicycle Classic (contre-la-montre par équipes)
  - 5e étape du Vulcan Tour

## Résultat sur les grands tours

### Tour de France
- 1986 : abandon (12e étape)

### Tour d'Italie
- 1985 : 97e